# Маяк Шарлотт — Дженеси
Маяк Шарлотт — Дженеси (англ. Charlotte–Genesee Lighthouse) — маяк, расположенный в городе Рочестер, на левом берегу реки Дженеси близ её устья, округ Монро, штат Нью-Йорк, США. Построен в 1822 году. Деактивирован в 1881 году, но автоматизирован возвращён в эксплуатацию в 2014 году.

## История
Город Рочестер является крупным промышленным центром в районе Великих озёр, и Конгресс США в 1821 году выделил средства на строительство маяка. Тендер выиграл Ашбел Симонс с предложением на сумму 3 301$. В 1822 году строительство было завершено. Маяк представлял собой коническую восьмиугольную башню высотой 12 метров из песчаника и небольшой дом смотрителя неподалеку. Внутренние перекрытия и лестница маяка были деревянными. В 1829 году для упрощения навигации в болотистом устье реки был построен 800-метровый пирс. Уже в 1838 году маяк был сильно изношен: часть стеклянных панелей была разбита, крыша протекала, лампы светили тускло. В 1855 году на маяк была установлена линза Френеля. В 1863 году был построен новый дом смотрителя, сохранившийся до наших дней. В 1880 году было завершено строительство маяка на пирсе, построенном в 1829 году, и маяк Шарлотт — Дженеси был выведен из эксплуатации.
В 1974 году маяк был включен в Национальный реестр исторических мест.
В 1994 году маяк перешёл в собственность округа Монро. В 2014 году маяк был отреставрирован, на него была установлена копия оригинальной линзы Френеля, и он был возвращён в эксплуатацию.